# جووانی باتیستا نیکولینی
جووانی باتیستا نیکولینی (Giovanni Battista Niccolini; ‏۱۸۶۱–۱۷۸۲)، شاعر و درام‌نویس ایتالیایی، و مهمترین نویسندهٔ نمایشنامهٔ رمانتیک دورهٔ مبارزه برای استقلال و یکپارچگی ایتالیا است.

## زندگی‌نامه
نیکولینی ساکن فلورانس بود. همان‌جا تاریخ خواند و ادبیات کلاسیک و معاصر را فراگرفت. در ۲۵ سالگی ریاست گروه تاریخ دانشکده را برعهده گرفت، و بعدها شغل افتخاری دبیری آکادمی هنر را پذیرفت. نیکولینی به گروه آزاداندیشان سیاسی تعلق داشت و آرزویش ریشه‌کن شدن کامل امتیازهای فئودالی بود. دشمنی سختی با کلیسای کاتولیک داشت و به دلیل نفرتش از پاپ شهرت یافته بود.
نیکولینی در جوانی شیفتهٔ تراژدی‌های یونان باستان و آثار ظلم‌ستیز آلفیه‌ری شد. تراژدی‌های اولیهٔ نیکولینی مانند مده‌آ (۱۵–۱۸۱۰) و پولیسنا (۱۸۱۰) تحت تأثیر کلاسیسم نوشته شده، اما از سال ۱۸۱۸ دل به رمانتیسم داد. نویسندگان محبوبش شکسپیر و دانته بودند. نیکولینی در ۱۸۱۵ با نوشتن نمایشنامهٔ بختنصر شهرت پیدا کرد که نمایشی تمثیلی از زندگی ناپلئون بناپارت بود. آثار بعدی نیکولینی، از جمله تراژدی‌های آنتونیو فوسکارینی (۱۸۲۳، جووانی دا پروچیدا (۱۸۱۷)، رُزموندای انگلیسی (۱۸۳۴) و بِئاتریچه چِنچی (۱۸۳۸) هم خوش درخشید. نیکولینی در ۱۸۴۰ مهمترین تراژدی خود آرنالدو دا بْرِشا را نوشت که نخستین بار در سال ۱۸۶۰ (آخرین سال عمر نیکولینی) در فلورانس اجرا شد.
نمایشنامه‌های نیکولینی به‌طور شایان توجهی از آثار رمانتیک نویسندگان انگلیسی و فرانسوی متمایز می‌شود. در نمایشنامهٔ رمانتیک انگلیسی و فرانسوی کشمکش میان شخصیت و محیط اطراف اوست، گاهی هم قهرمان با همهٔ گیتی درمی‌افتد. در آثار رمانتیک نیکولینی کشمکش رنگ سیاسی می‌گیرد و حکومتهای استبدادی و ستمگران به عنوان نیروهای کشمکش به صحنه می‌آیند. بهترین تراژدی نیکولینی جووانی دا پروچیدا است. این تراژدی در سال ۱۸۳۰ در فلورانس به اجرا درآمد و موجب تحریک و جوشش حس میهن‌پرستی مردم شد، به همین دلیل اجرایش ممنوع شد. در روزهای انقلاب ۱۸۴۸ اجرای این تراژدی از سر گرفته شد و در تئاترهای مختلف به صحنه رفت، اما اجرایش باز هم با ممنوعیت روبه‌رو شد.
در نمایشنامه‌های رمانتیک نیکولینی وحدت زمان و مکان رعایت نمی‌شود. اجرای آثار او نیازمند تغییر پی‌درپی دکور است. تغییر سریع صحنه و سرعت جریان زمان، ویژگی نمایشنامه‌های دورهٔ مبارزه برای استقلال و یکپارچگی است. برای همین نمایشنامه‌های نیکولینی دارای ریتمی تند است که باعث تحریک تماشاگر می‌شود. زبان نمایشنامه‌های نیکولینی شورانگیز و احساسی است. دیالوگهایش به طرز شگفت‌انگیزی موجز، و مونولوگ‌هایش نمایشی است. این مونولوگ ـ روایت‌ها و مونولوگ ـ اعتراف‌ها فارغ از اخلاق‌گرایی و انباشته از شور و احساس است. غلیان احساسات درونی قهرمان‌ها از طریق مونولوگ‌هایی به نمایش درمی‌آید که بخشی از دیالوگ محسوب می‌شود، اما دارای موضوع و فضای خاص خود است. چنین مونولوگ‌هایی بدون اینکه کنش را متوقف کند، دنیای درونی قهرمان را باز می‌کند.